# Exallonyx longicornis
Exallonyx longicornis é uma espécie de insetos himenópteros, mais especificamente de vespas parasíticas pertencente à família Proctotrupidae.
A autoridade científica da espécie é Nees, tendo sido descrita no ano de 1834.
Trata-se de uma espécie presente no território português.